# Segunda Liga ateniense

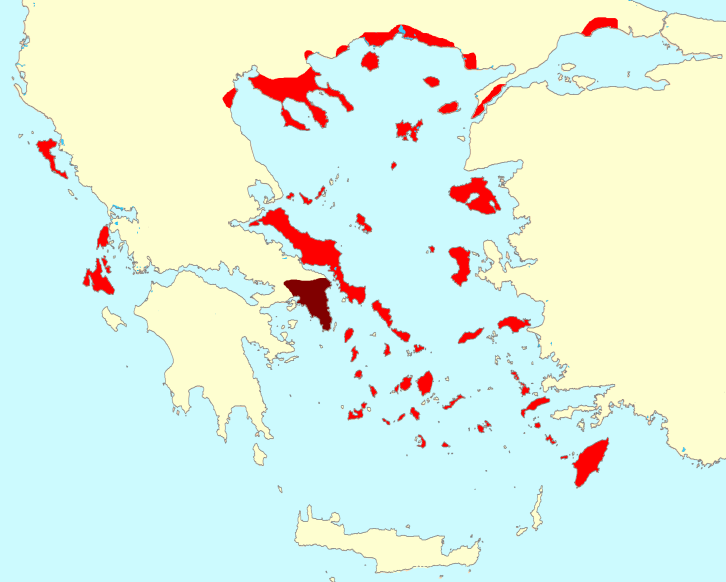
Estados de la Segunda Liga ateniense

La Segunda Liga ateniense, a veces denominada Segunda Confederación de Atenas o Segundo Imperio de Atenas, era una alianza marítima de ciudades-estado egeas que estuvo en vigor desde 378 a. C. a 355 a. C. encabezada por Atenas para defenderse, primero del crecimiento de Esparta y segundo de Tebas

## Orígenes
La formación de la liga fue estimulada por la invasión del Ática por parte de Esfodrias de Esparta y la negativa de ésta a procesarlo por sus acciones (de acuerdo con Jenofonte y Diodoro Sículo). Al principio la alianza fue extremadamente popular, con un buen número de estados, anteriormente controlados por Esparta, haciéndose miembros. El imperialismo creciente de Esparta durante la última década y la interferencia en los asuntos internos de sus aliados fueron las mayores razones para la predisposición de un gran número de estados griegos para ingresar en la liga. Unido a esto estaba la falta de respeto de Esparta a los términos de la Paz de Antálcidas, la cual establecía que todos los estados griegos sin tener en cuenta los controlados por Atenas como eran Esciros, Imbros y Lemnos, debían permanecer autónomos.

## El decreto de Aristóteles
Fue encontrado en Atenas un "prospecto" detallando los objetivos de la liga. La intención era asegurarse de que Esparta permitiera a todos los estados griegos ser autónomos; los estados implicados debían tener total autonomía; y Atenas no podría poseer tierra en ninguno de los Estados miembros, así como tampoco podría establecer clerucos o guarniciones; cada miembro podría también elegir su propia constitución, que no tenía que ser necesariamente democrática. Este "prospecto" parece que intentaba prometer que esta liga no se convertiría en lo mismo que la anterior Liga de Delos que se había hecho muy impopular debido al comportamiento de Atenas hacia los aliados que se habían rebelado o mostrado signos de rebelión.

## La marcha de la liga
La liga tenía un synedryon en Atenas, donde cada uno de los miembros era autónomo y tenía un voto. Como Atenas, éste era un sistema bicameral y se piensa que Atenas no podía tomar decisiones sin el consentimiento del synedrion. No se tenían que pagar tributos como en el caso de la Liga de Delos, pero había "contribuciones" llamadas syntaxeis que probablemente no había que pagar cada año pero sí en épocas de crisis.

## El auge de Tebas
La interferencia de Esparta y la invasión de Tebas en 382 a. C. le dio a ésta una buena razón para unirse a la liga. Pero su comportamiento dentro de ella tornó conflictivo y Atenas empezó a darse cuenta de que Tebas no era de fiar. Por ejemplo, Tebas destruyó Platea en 372 a. C., que acababa de ser refundada. Atenas empezó a pensar en negociar la paz con Esparta; fue mientras Atenas estaba discutiendo esto con Esparta cuando Tebas derrotó al ejército espartano de forma definitiva en la batalla de Leuctra en 371 a. C.

## Historia final de la Liga
Después de la derrota de Esparta en la batalla de Leuctra en 371 a. C., infligida por Tebas, los objetivos originales de la liga se habían conseguido, pero Atenas no quería abandonar su poder sobre estos estados. Una serie de revueltas desembocaron en la Guerra Social en 357 a. C. y las rebeliones de varios de los principales aliados de Atenas finalmente pusieron fin a la alianza.

## Otras lecturas
- Cargill, Jack (1981). The Second Athenian League: Empire of Free Alliance? Berkeley: University of California Press. ISBN 0-520-04069-4
- Rhodes, P.J. (2005). 'A History of the Classical Greek World, 478-323BC', Blackwell Publishing

- Datos: Q2338980
- Multimedia: Second Delian League / Q2338980